# Figowiec groniasty

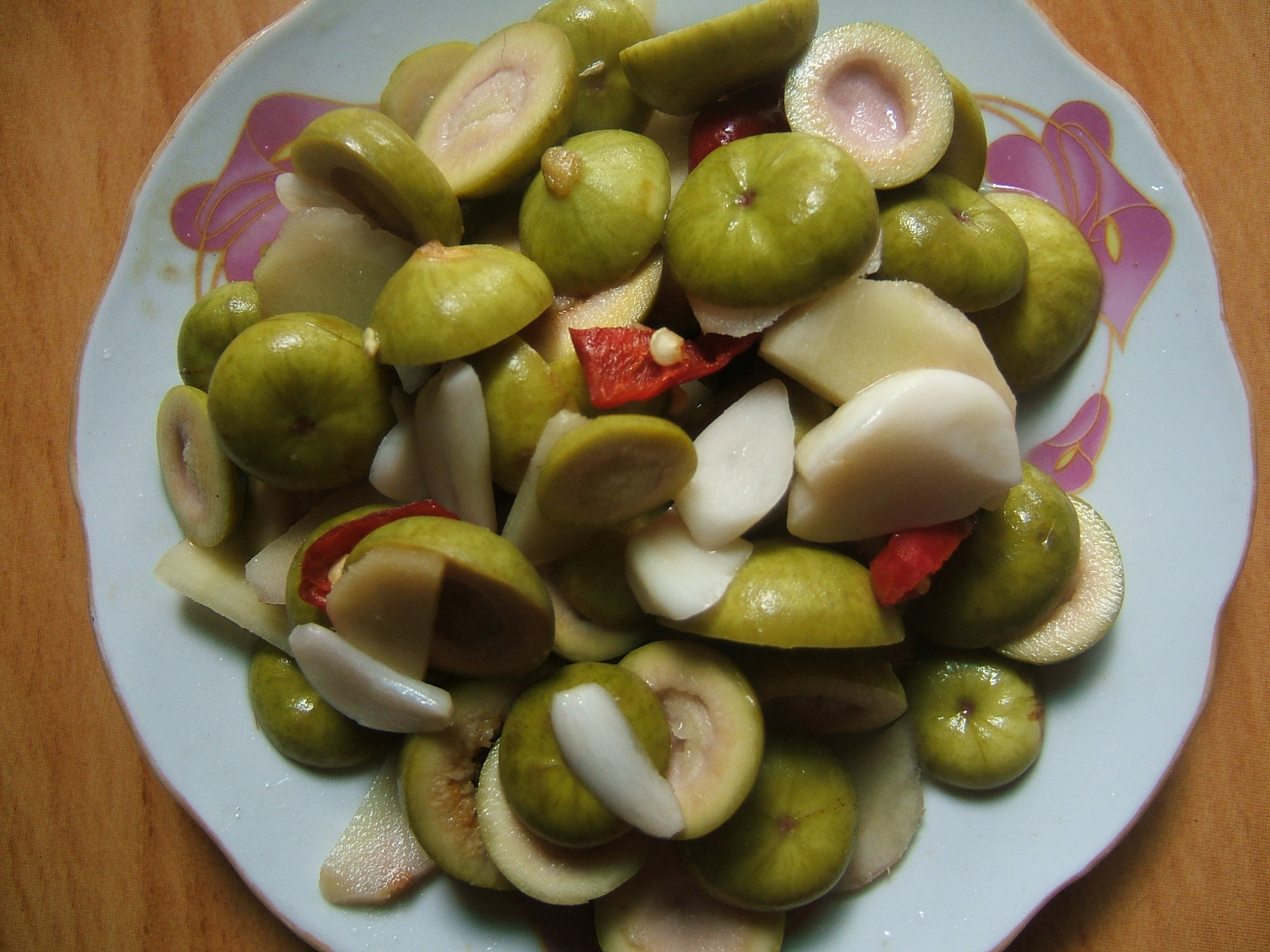
Marynowane figi jako potrawa

Figowiec groniasty (Ficus racemosa L.) – gatunek rośliny z rodziny morwowatych. Naturalnie rośnie w Chinach (prowincje Kuangsi, Kuejczou, Junnan), w Indiach, Nepalu, Pakistanie, Sri Lance, na Półwyspie Indochińskim, w Malezji i na Archipelagu Malajskim sięgając po Australię. Jest też uprawiany w wielu innych krajach świata.

## Morfologia

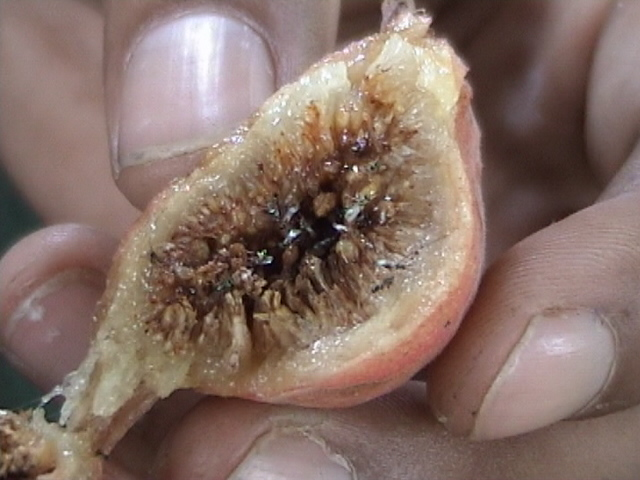
Figa – owocostan rzekomy

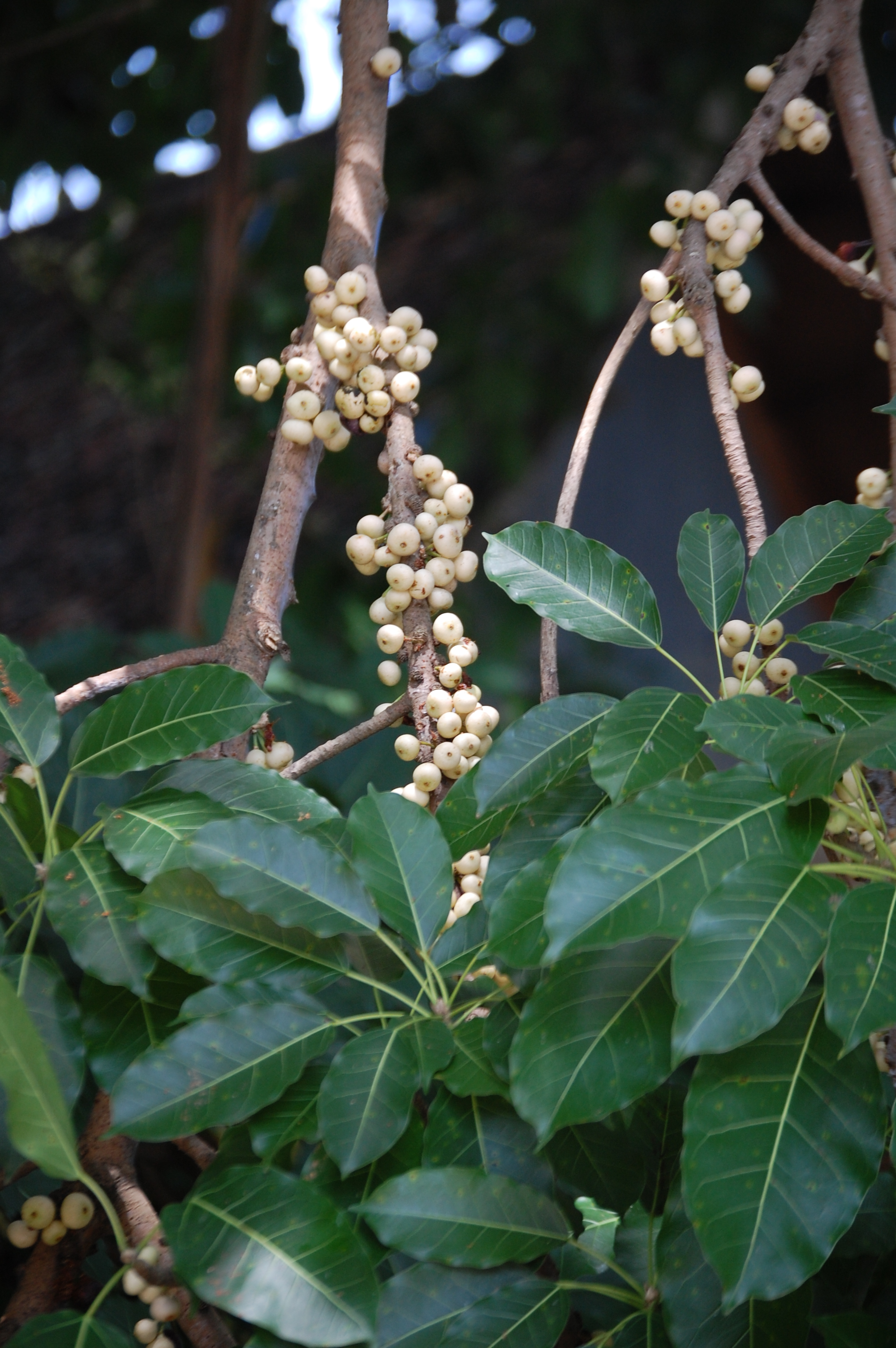
Figi wyrastające z pni

PokrójDrzewo osiągające do 30 m wysokości. Korona drzewa jest luźna i nieregularna.
Pień i gałęzieOkryty jasną, brązowo-szarą i gładką korą pień osiąga 90 cm średnicy. Młode pędy są biało owłosione.
LiścieSkrętoległe, u nasady z błoniastymi przylistkami o kształcie owalno-lancetowatym, owłosionymi, długości 1,5–2 cm. Całobrzegie, skórzaste liście wyrastają na ogonku o długości 2–3 cm. Blaszka liściowa jest owalnie eliptyczna do wąsko eliptycznej o długości 10–14 cm i szerokości 3–5 cm (rzadko do 7 cm). U nasady jest zbiegająca lub zaokrąglona, na szczycie zaostrzona do tępej. Od spodu jest jasnozielona, od góry ciemnozielona. Za młodu liście są owłosione, z wiekiem łysieją.
KwiatyDrobne, osadzone są na wewnętrznej ściance dzbankowatej, jakby wydrążonej, mięsistej, zgrubiałej osi kwiatostanowej. Kwiatostany wyrastają zwykle na krótkich gałązkach ze starszych pędów.
Kwiaty męskie i żeńskie znajdują się w tych samych figach. Kwiaty męskie składają się z 2 pręcików otoczonych 3 lub 4 działkami kielicha. Kwiaty żeńskie mają działki kielicha równowąskie, na szczycie ząbkowane. Słupek zakończony jest maczugowatym znamieniem.
OwoceZebrane w owocostany zwane figami, zawierające liczne orzeszki w mięsistej otoczce będącą rozrośniętą osią kwiatostanu. Figi są po dojrzeniu pomarańczowo-czerwone, wyrastają parami na szypułkach o długości do 1 cm. Osiągają średnicę 2–2,5 cm.

## Biologia i ekologia
Gatunek długowieczny o pędach zawierających sok mleczny. Rośnie w lasach monsunowych na siedliskach wilgotnych, często nad rzekami i strumieniami, do wysokości 1700 m n.p.m. Kwitnie od maja do lipca.

## Zmienność
Wyróżnia się dwie odmiany:
- var. racemosa – odmiana typowa o zgiętych włoskach pokrywających młode pędy,
- var. miquelli (King) Corner, Gard. Bull. Singapore. 21: 35. 1965 – młode pędy gęsto okryte prostymi, białymi włoskami. Odmiana występuje w Junnan, w Indiach, w północnej Mjanmie i Wietnamie.

## Zastosowania
- Liście i owoce wykorzystywane są w medycynie ludowej w Indiach, szczególnie w rejonie Konkal[7]. Zwłaszcza w przeszłości leczono nimi choroby skóry[6].
- Figi są jadalne[6].
- Drzewa tego gatunku często są sadzone na terenach rekreacyjno-parkowych i wzdłuż tras spacerowych[6].

## Znaczenie w hinduizmie
Figowiec groniasty zwany jest w sanskrycie udumbari. 
- Umieszcza się go w sadomandapie[8].

- W okresie dominowania wedyzmu ten gatunek fikusa uważano za drzewo zawierające esencje wszystkich innych drzew. Znalazło to odbicie w praktycznych zastosowaniach. Szczególnie wyróżniającym faktem jest, iż z tego drzewa przygotowywano święty słup ofiarny jupa dla ceremonii przeprowadzanych przez wedyjskich kapłanów[7].

- Doktryna nurtu dattasampradaja uważała udumbarę za drzewo szczególnie uświęcone z racji upodobania, jakie przypisuje się bóstwu tej tradycji – Dattatreji[9].

- Literatura wedyjska uznaje to drzewo za jadźńawryksza, czyli za jeden z jedenastu gatunków drzew indyjskich odpowiednich do wyrobu przyrządów stosowanych w trakcie ceremonii ogniowych jadźńa[10].